# Distretto di Jampil' (oblast' di Vinnycja)
Il distretto di Jampil' (in ucraino Ямпільський район?) era un distretto dell'Ucraina, appartenente all'oblast' di Vinnycja. Il suo capoluogo era Jampil'. È stato soppresso con la riforma amministrativa del 2020.